# Sint-Antonius van Padua en Brigidakerk
De Sint-Antonius van Padua en Brigidakerk is een kerkgebouw in Netersel in de gemeente Bladel in de Nederlandse provincie Noord-Brabant. Achter de kerk ligt de begraafplaats.
De kerk is gewijd aan Antonius van Padua en Brigida. Het gebouw is geen rijksmonument, maar delen van de inventaris wel. Dit betreft een XVe-eeuws hardstenen doopvont (thans wijwatervat), een indrukwekkend XVe-eeuws houten kruisbeeld, houten beelden van Petrus en Paulus uit de XVIIIe eeuw, vroeg XIXe- of laat XVIIIe-eeuwse kruiswegstaties, olieverf op doek en twee klokken die in 1529 en 1530 gegoten zijn door Jaspar Moer. 

## Geschiedenis
De kerk van Netersel wordt voor het eerst vermeld in 1340, maar is wellicht ouder. Van oorsprong was het een castrale- of slotkapel die hoorde bij het nabijgelegen 'steynen huis' (pachthoeve) of kasteel.
In 1932 werd de oude kerk gesloopt en werd de nieuwe kerk in gebruik genomen naar het ontwerp van de architecten E. Heykants en Van Laarschot. Tot 1932 had Netersel enkel de heilige Brigida als patrones. De nieuwe kerk werd gebouwd met steun van het Antoniusfonds die als eis stelde dat ook de heilige Antonius van Padua als patroonheilige moest gelden. Daarom werd de kerk in 1932 aan beide heiligen gewijd.
Bij de bevrijding in 1944 werd de kerk zwaar beschadigd en kon niet meer gebruikt worden. Er kwam een noodkerk in een school en later in een houten barak. 
De huidige parochiekerk werd in 1950 gebouwd naar het ontwerp van architect Cees Geenen uit Eindhoven. Pastoor Van Moorsel was tot tweemaal toe bouwpastoor in het Neterselse, dat in minder dan 20 jaar tijd 4 opvolgende kerken heeft gekend.

## Opbouw
Het gebouw is een eenvoudige bakstenen pseudobasilicale kerk in traditionalistische stijl die in niet-georiënteerd noord-zuid gebouwd is. Het bestaat uit een vierkante toren met drie geledingen en een ingesnoerde torenspits in het zuiden, een driebeukig schip met zeven traveeën en een driezijdige gesloten koor met een enkele travee.
De toren heeft in zuidgevel van de eerste geleding een deels blinde spitsboog met dieper gelegen vleugeldeur. In de zijgevels bevinden zich twee rondboogvensters (bifora) met aanzetstenen en middenkolom in andere steensoort. In de tweede geleding bevindt zich een rondboogvenster met zelfde aanzetstenen. In de derde geleding bevinden zich aan iedere zijde twee rondboogvormige galmgaten met galmborden en een klok. Onder de dakrand bevindt zich een segmentboogfries en een muizentand. De geledingen worden van elkaar gescheiden door bakstenen waterlijsten.
Het schip heeft soortgelijke ramen als in de toren, waarbij vijf van de zeven zijn uitgevoerd als bifora. Zowel het middenschip als de zijbeuken zijn voorzien van schuin uitgemetselde steunberen.
Het koor heeft een verlaagde noklijn ten opzichte van het schip.

## Verering
Met de gezamenlijke toewijding aan Brigida en Antonius in 1932 als aanleiding werd er enige bedevaartactiviteit gestimuleerd rondom de toen populaire Antonius. Op de feestdag van 13 juni 1933 kwamen uit de nabijgelegen dorpen enkele gelovigen en op de zondag erna werd het grote feest gevierd. Die missen werden druk bezocht door bedevaartgangers uit de omgeving. In de eerste jaren liep men alleen door het kerkhof en de pastorietuin, later, na de oorlog, werd de processie uitgebouwd en trok toen ook door de straten van het dorp. De processie raakte na de jaren vijftig in onbruik.